# Dienis Jewsikow
Dienis Siergiejewicz Jewsikow (ros. Денис Серге́евич Евсиков, ur. 19 lutego 1981 we Włodzimierzu) – rosyjski piłkarz grający na pozycji lewego obrońcy. W swojej karierze rozegrał 4 mecze w reprezentacji Rosji.

## Kariera klubowa
Swoją karierę piłkarską Jewsikow rozpoczął w klubie CSKA Moskwa. W 1999 roku awansował do pierwszego zespołu i wtedy też zadebiutował w jego barwach w Priemjer Lidze. W sezonie 2001 stał się podstawowym zawodnikiem CSKA. W sezonie 2002 wywalczył wicemistrzostwo kraju oraz zdobył Puchar Rosji. Z kolei w sezonie 2003 został mistrzem Rosji.
W 2004 roku Jewsikow został zawodnikiem Tereku Grozny grającego w Pierwszej Dywizji. W sezonie 2004 awansował z nim dp Priemjer-Ligi. W 2006 roku odszedł z Tereku do Spartaka Nalczyk. Zawodnikiem Spartaka był do połowy 2007 roku. Wtedy też przeszedł do Tomu Tomsk. Grał w nim do końca 2009 roku. W 2010 roku występował w Torpedzie Moskwa, w którym po roku gry zakończył karierę.
| Sezon | Klub            | Kraj  | Rozgrywki        | Mecze | Gole |
| ----- | --------------- | ----- | ---------------- | ----- | ---- |
| 1999  | CSKA Moskwa     | Rosja | Priemjer-Liga    | 3     | 0    |
| 1999  | CSKA-2 Moskwa   | Rosja | Wtoroj diwizion  | 23    | 2    |
| 2000  | CSKA Moskwa     | Rosja | Priemjer-Liga    | 9     | 0    |
| 2001  | CSKA Moskwa     | Rosja | Priemjer-Liga    | 20    | 0    |
| 2002  | CSKA Moskwa     | Rosja | Priemjer-Liga    | 28    | 0    |
| 2003  | CSKA Moskwa     | Rosja | Priemjer-Liga    | 23    | 1    |
| 2004  | Terek Grozny    | Rosja | Pierwyj diwizion | 10    | 0    |
| 2005  | Terek Grozny    | Rosja | Priemjer-Liga    | 0     | 0    |
| 2006  | Spartak Nalczyk | Rosja | Priemjer-Liga    | 13    | 1    |
| 2007  | Spartak Nalczyk | Rosja | Priemjer-Liga    | 14    | 0    |
| 2007  | Tom Tomsk       | Rosja | Priemjer-Liga    | 12    | 0    |
| 2008  | Tom Tomsk       | Rosja | Priemjer-Liga    | 5     | 0    |
| 2009  | Tom Tomsk       | Rosja | Priemjer-Liga    | 4     | 0    |
| 2010  | Torpedo Moskwa  | Rosja | Wtoroj diwizion  | 5     | 1    |

## Kariera reprezentacyjna
W reprezentacji Rosji Jewsikow zadebiutował 12 marca 2003 roku w wygranym 1:0 towarzyskim meczu z Cyprem, rozegranym w Limassolu. W kadrze narodowej wystąpił 4 razy (tylko w 2003 roku).